# Кушаева, Танслу Хафизовна
Танслу (Тансылу) Хафи́зовна Куша́ева (5 апреля 1925, Ленинград — 17 августа 1996, Пермь) — советская артистка балета и педагог, Заслуженная артистка РСФСР (1956).
Манера исполнения балерины отличалась строгой академичностью, а лёгкий и сильный её прыжок придавал танцу особую воздушность.

## Биография
Родилась 5 апреля 1925 года в Ленинграде в семье государственного деятеля Хафиза Кушаева и деятеля женского движения Рабиги Кушаевой. Родители погибли в 1937 году (отец репрессирован, мать убита).
Перед Великой Отечественной войной училась в Ленинградском хореографическом училище (ныне Академия русского балета имени А. Я. Вагановой), с которым в годы войны находилась в эвакуации в Перми. Окончила училище в 1945 году, обучалась у Н. А. Камковой и А. Я. Вагановой. В 1945—1965 годах была солисткой балета Пермского театра оперы и балета. Стала первой из учениц Вагановой, принятых в балетную труппу этого театра. Стала первой исполнительница главных партий в балетах Бориса Машкова «Бэла» и «Грушенька». Другие партии Кушаевой — Зарема («Бахчисарайский фонтан»), Тао-Хоа и Хрусталь («Красный мак»), Китри («Дон Кихот»), Эсмеральда («Эсмеральда»), Джульетта («Ромео и Джульетта»), Лиза («Тщетная предосторожность»), Флорина, Фея драгоценностей («Спящая красавица»), Никия и Гамзатти («Баядерка»), Жизель («Жизель»).
В 1946—1975 годах, с перерывами, преподавала классический танец в Пермском хореографическом училище. По результатам опроса жителей Перми, проведенных Пермским обществом «Арабеск», Танслу Кушаевой было присвоено звание «Выдающийся деятель Пермского балета 20 столетия» в номинации «Танцовщица» (2000).
С 25 января 1989 года жила в Пермском доме-интернате для персональных пенсионеров, где умерла 17 августа 1996 года.
В ГКБУ «Государственный архив Пермского края» имеются документы, относящиеся к Т. Х. Кушаевой.